# Wydział Nauk Inżynieryjno-Technicznych Katolickiego Uniwersytetu Lubelskiego w Stalowej Woli
Wydział Nauk Inżynieryjno-Technicznych Katolickiego Uniwersytetu Lubelskiego w Stalowej Woli – zamiejscowa jednostka dydaktyczno-naukowa Katolickiego Uniwersytetu Lubelskiego, powstała z dniem 1 października 2019 roku na miejscu dotychczasowego Wydziału Zamiejscowego Prawa i Nauk o Społeczeństwie. Kształci ona w zakresie nauk technicznych i ścisłych. 

## Kierunki kształcenia
Dostępne kierunki:
- Inżynieria materiałowa (studia I stopnia)
- Inżynieria środowiska (studia I i II stopnia)

## Struktura wydziału

### Instytut Inżynierii Materiałowej
Dyrektor: p.o. dr Rafał Kuzioła
- Katedra Inżynierii Materiałowej
- Katedra Inżynierii Powierzchni

### Instytut Inżynierii Środowiska
Dyrektor: dr hab. inż. Grażyna Mazurkiewicz-Boroń
- Katedra Inżynierii Środowiska
- Katedra Ochrony Środowiska
- Centrum Dydaktyki